# リサイクルまんが館
リサイクルまんが館（リサイクルまんがかん）は、岐阜県岐阜市の岐阜市掛洞苑内にあった市民が寄付した漫画を集めた施設（図書館）。

## 歴史
掛洞プラント（ごみ焼却施設）周辺整備施設の一つとして整備された。「リサイクルを通じて心の豊かさとゆとりを体感」をコンセプトに、1996年（平成8年）4月に開館したが、2019年3月31日で閉館した。現在はプラザ掛洞の自販機・まんがコーナーで漫画が読める。
施設閉鎖後の2024年（令和6年）9月4日、岐阜市は旧リサイクルまんが館にあったエアコン室外機3台が盗まれたと発表した。

## 所在地
- 岐阜市奥字掛洞378[2]

## 周辺施設
- 掛洞プラント
- プラザ掛洞